# Fond-des-Nègres
Fond-des-Nègres (también denominada Morne Brice) es una sección de comuna que forma parte de la comuna haitiana de Fonds-des-Nègres.

## Demografía
| Gráfica de evolución demográfica de Fond-des-Nègres entre 2009 y 2015 |
|                                                                       |

Los datos demográficos contemplados en este gráfico de la sección de comuna de Fond-des-Nègres son estimaciones que se han cogido para los años 2009, 2012 y 2015 de la página del Instituto Haitiano de Estadística e Informática (IHSI). 